# Rogeria scabra
Rogeria scabra é uma espécie de formiga do gênero Rogeria, pertencente à subfamília Myrmicinae.